# People's Choice Awards 1999
La 25ª edizione dei People's Choice Awards, presentata da Ray Romano, si è svolta al Pasadena Civic Auditorium il 13 gennaio 1999 ed è stata trasmessa dalla CBS.
In seguito sono elencate le categorie. Il relativo vincitore è stato indicato in grassetto.

## Cinema

### Film preferito
- Titanic, regia di James Cameron

### Film drammatico preferito
- Titanic, regia di James Cameron

### Film commedia preferito
- Tutti pazzi per Mary (There's Something About Mary), regia di Peter e Bobby Farrelly
- Il dottor Dolittle (Dr. Dolittle), regia di Betty Thomas
- Rush Hour - Due mine vaganti (Rush Hour), regia di Brett Ratner

### Attore cinematografico preferito
- Tom Hanks
- Leonardo DiCaprio
- Harrison Ford

### Attrice cinematografica preferita
- Sandra Bullock
- Meryl Streep
- Kate Winslet

### Intrattenitore/intrattenitrice preferito/a di tutti i tempi
- Harrison Ford
- Jack Nicholson
- Meryl Streep

## Televisione

### Serie televisiva drammatica preferita
- E.R. - Medici in prima linea (ER)

### Serie televisiva commedia preferita
- Frasier (ex aequo)
- Seinfeld (ex aequo)

### Nuova serie televisiva drammatica preferita
- L.A. Doctors

### Nuova serie televisiva commedia preferita
- Jessie (ex aequo)
- Will & Grace (ex aequo)

### Attore televisivo preferito
- Tim Allen – Quell'uragano di papà (Home Improvement)
- Kelsey Grammer – Frasier
- Jerry Seinfeld – Seinfeld

### Attrice o intrattenitrice televisiva preferita
- Helen Hunt – Innamorati pazzi (Mad About You)
- Gillian Anderson – X-Files (The X-Files)
- Calista Flockhart – Ally McBeal
- Christine Lahti
- Sarah Jessica Parker – Sex and the City
- Oprah Winfrey – The Oprah Winfrey Show

### Attore preferito in una nuova serie televisiva
- Nathan Lane – Encore! Encore!
- D. L. Hughley – Casa Hughley (The Hughleys)
- Eric McCormack – Will & Grace

### Attrice preferita in una nuova serie televisiva
- Christina Applegate – Jessie

### Star televisiva preferita di tutti i tempi
- Bill Cosby

## Musica

### Artista maschile preferito
- Garth Brooks
- Alan Jackson
- George Strait

### Artista femminile preferita
- Céline Dion
- Reba McEntire
- Shania Twain

### Artista musicale preferito/a di tutti i tempi
- Elton John
- Garth Brooks
- Michael Jackson
- George Strait
- Barbra Streisand